# Sojuz 26
Sojuz 26 (kod wywoławczy Таймыр – Tajmir) to radziecki pojazd kosmiczny, który jako pierwszy udanie połączył się ze stacją Salut 6 i rozpoczął niemalże stałą rosyjską obecność w kosmosie. Podczas lotu pobito szereg rekordów i dokonano pierwszego w historii połączenia na orbicie trzech pojazdów.

## Załoga

### Start
- Jurij Romanienko (1)
- Gieorgij Grieczko (2)

### Start – rezerwowa
- Władimir Kowalonok (2)
- Aleksandr Iwanczenkow (1)

### Lądowanie
- Władimir Dżanibekow (1)
- Oleg Makarow (3)

Załoga Sojuza 27

## Przebieg misji
Start wyznaczono na ryzykowny okres. Pojazd wystrzelono w najwcześniejszym możliwym terminie po porażce lotu Sojuza 25. Załoga musiała pozostać w przestrzeni kosmicznej przez zimę, przy bardzo ciężkich warunkach atmosferycznych, utrudniających łączność i ewentualną ewakuację. Pierwsza faza lotu przebiegła pomyślnie. Po piątym okrążeniu Ziemi i dokonaniu korekty parametry trajektorii Sojuza wynosiły: apogeum – 329 km, perygeum – 269 km, czas obiegu 90,2 min, kąt nachylenia – 51,6°. Trajektoria Saluta 6 wynosiła 275/219 km, czas obiegu 89,1 min, nachylenie 51,6°. Gdy Sojuz 26 znalazł się na orbicie, od stacji dzieliło go około 7000 km. Aktywny proces zbliżenia trwał 19′20″. Zbliżenie rozpoczęło się nad Morzem Śródziemnym, styk miał miejsce nad Kazachstanem o godzinie 6:02:42 według czasu moskiewskiego.
Pierwszym zadaniem załogi było wykonanie spaceru kosmicznego, aby sprawdzić stan portu dokowania, z którym nie mógł połączyć się Sojuz 25. Spacer wykonano 20 grudnia w 9 dniu lotu – był to pierwszy radziecki spacer kosmiczny od 1969 r. i wykorzystano w nim po raz pierwszy skafandry Orłan, nadal wykorzystywane na pokładzie stacji ISS.
Podczas spaceru Grieczko miał kamerę telewizyjną, a zdjęcia z jego pracy przekazywano na Ziemię. W trakcie trwającego godzinę i dwadzieścia osiem minut spaceru doszło do wypadku, który mógł według niektórych źródeł doprowadzić do pierwszego śmiertelnego wypadku podczas wyjścia w kosmos – Romanienko nie zapiął uprzęży bezpieczeństwa w śluzie powietrznej i po otwarciu włazu zaczął odpływać od stacji. Grieczko zdołał złapać go za pas i wciągnąć do środka. Sam Grieczko zaprzeczał jednak, jakoby Romanienko był w poważnym niebezpieczeństwie – był ze stacją połączony kablem zasilającym, który powinien zapobiec odpłynięciu zbyt daleko od stacji. Następnie kosmonauci przystąpili do wykonywania normalnych zajęć; badanie zjawisk w fizycznych w przestrzeni kosmicznej oraz w atmosferze i na powierzchni Ziemi; badania biomedyczne i technologiczne.
Kontrola drugiego portu dokowania otworzyła drogę dla startu w nowym roku pojazdu Sojuz 27 z Władimirem Dżanibekowem i Olegiem Makarowem na pokładzie. Pojazdy połączyły się 11 stycznia 1978 – po raz pierwszy na orbicie połączyły się trzy pojazdy. Nowa załoga spędziła na pokładzie stacji 5 dni i powróciła na pokładzie Sojuza 26. Romanienko i Grieczko powrócili na Ziemię 16 marca 1978 roku w statku Sojuz 27, po 96 dniach pobytu w kosmosie, po ustanowieniu nowego rekordu długotrwałości pobytu człowieka w Kosmosie.